# جنگجو (فیلم ۲۰۱۹)
جنگجو (به انگلیسی: The Brawler) فیلمی محصول سال ۲۰۱۹ و به کارگردانی کن کوشنر است. در این فیلم بازیگرانی همچون زاک مک‌گاون، ایمی اسمارت، تارین منینگ، جو پانتولیانو، برت یانگ، جیسون جیمز ریختر، نیکلاس ام. لوب، رابرت کلوهسی و ویلیام لی اسکات ایفای نقش کرده‌اند.